# Poul Rosenørn

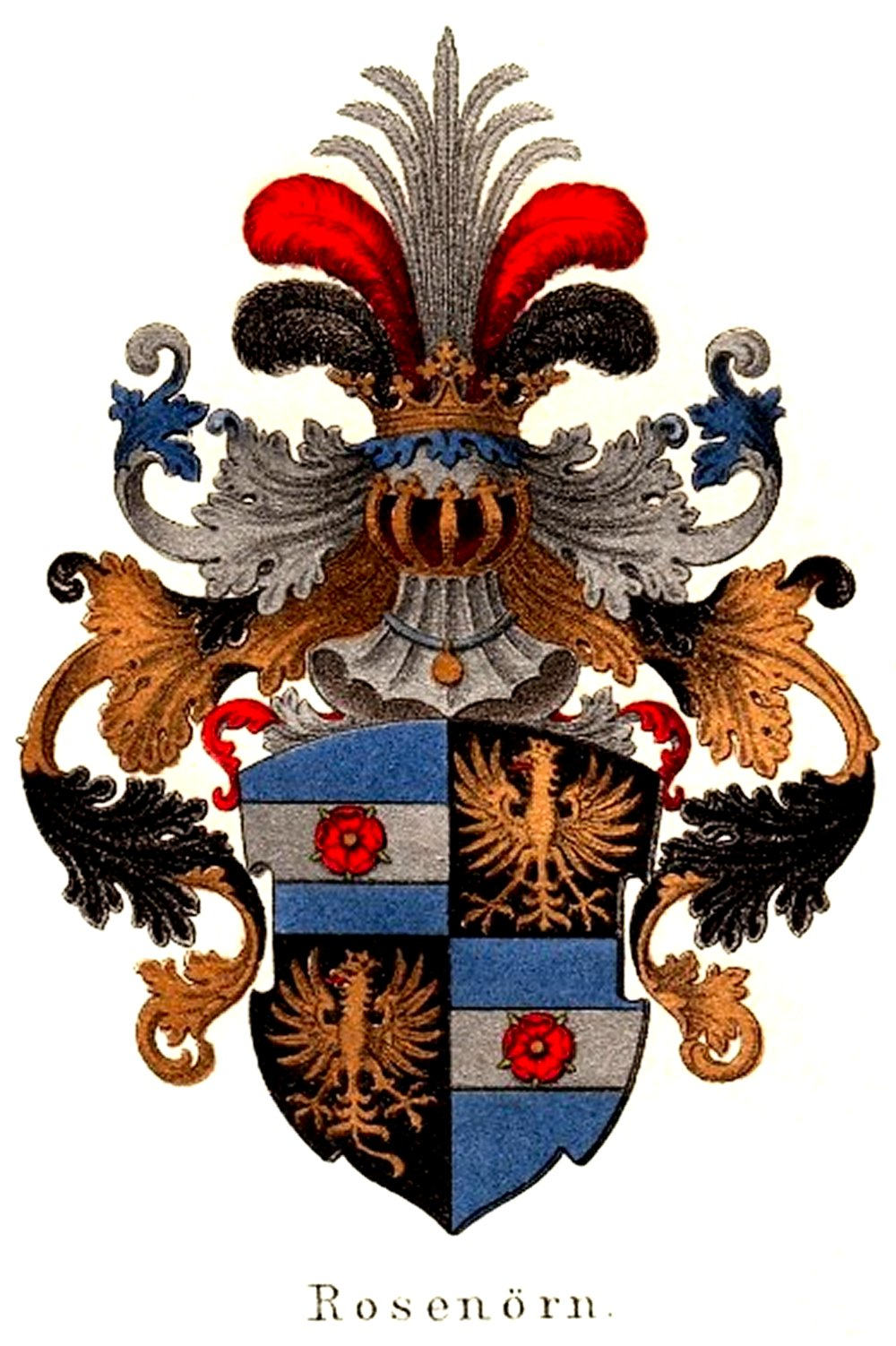
Wappen der Familie Rosenørn, Anders Thiset, 1887

Poul Rosenørn (* 25. Januar 1670; † 27. November 1737) war ein dänischer Generalmajor und Grundherr.
Poul Rosenørn wurde 1670 als drittes von sechs Kindern des Kanzleirates Peder Madsen Rosenørn und Anne Christophersdatter Rosenørns geboren. Rosenørn war Besitzer von Tvilumgård, Meilgård und Katholm. 1694 wurde er Korporal, 1696 Sekondeleutnant, 1698 Kapitän, 1708 Major, 1713 Oberstleutnant. Während der Eroberung von Marstrand 1719 wurde er Oberst.
Weil der Besitzer Palle Krag und seine Frau kinderlos starben, kaufte Rosenørn Schloss Katholm 1724 auf einer Aktion. 1733 wurde er Brigadier und am 13. Januar 1734 Generalmajor.

## Ehe und Nachkommen
Am 28. Mai ließ er sich in Rendsburg mit Mette Pedersdatter Benzon (1693–1752) trauen. Der Ehe entsprangen sieben Kinder:
- Peder Otto Rosenørn (* 24. Juni 1709; † 7. August 1710)
- Johan Nicolaj Rosenørn (* 15. Juli 1710; † 26. Juni 1747)
- Peder Rosenørn (* 20. August 1711; † 29. April 1790)
- Anne Poulsdatter Rosenørn (* 17. Juli 1714; † 12. Januar 1748)
- Margrethe Poulsdatter Rosenørn (* 17. August 1715; † 24. Mai 1786)
- Antoinette Maren Rosenørn (* 1. Mai 1717; † 27. September 1752)
- Christian Rosenørn (* 18. April 1718; † 15. Juni 1721)

## Endnoten
1. ↑  Katholm Gods: 1724 - Poul Rosenørn. (Memento des Originals vom 20. August 2017 im Internet Archive)  Info: Der Archivlink wurde automatisch eingesetzt und noch nicht geprüft. Bitte prüfe Original- und Archivlink gemäß Anleitung und entferne dann diesen Hinweis.

| Vorgänger             | Amt                                      | Nachfolger             |
| --------------------- | ---------------------------------------- | ---------------------- |
| Peder Madsen Rosenørn | Oberhaupt der Familie Rosenørn 1706–1737 | Johan Nicolaj Rosenørn |

| Personendaten    | Personendaten                        |
| ---------------- | ------------------------------------ |
| NAME             | Rosenørn, Poul                       |
| KURZBESCHREIBUNG | dänischer Generalmajor und Grundherr |
| GEBURTSDATUM     | 25. Januar 1670                      |
| STERBEDATUM      | 27. November 1737                    |